# Francisca Ramírez
Francisca Ramírez Tórrez (également connue sous le nom de Doña Francisca ou Doña Chica), née en 1977, est une militante nicaraguayenne des droits des agriculteurs et des paysans (campesinos). Elle est l'une des leaders des manifestations qui ont débuté en 2014 contre le projet de développement d'un canal interocéanique à travers le Nicaragua et contre l'abrogation de la législation de 2013 (loi 840) accordant à la société chinoise HKND la concession du canal et d'autres projets d'infrastructure.

## Jeunesse
Francisca Ramírez Tórrez est née en 1977 dans une petite communauté rurale alors connue sous le nom de Somoza en Nueva Guinea sur la côte caraïbe du Nicaragua (après la révolution, Somoza est rebaptisée La Fonseca en 1979 en l'honneur du leader sandiniste Carlos Fonseca). Sa famille est originaire de la côte Pacifique du Nicaragua, mais est déplacée dans les années 1950 dans le cadre d'un programme du régime Somozas visant à déplacer les agriculteurs possédant de petits vergers dans la région pour faire place à des cultures de coton en plein essor. Ces agriculteurs, dont la famille de Ramírez, sont déplacés vers ce qu'on appelle des « colonies » sur la côte caraïbe, à l'époque une forêt vierge.
Les parents de Ramírez ont cinq enfants, mais son père part pendant la guerre quand elle a sept ans, après quoi elle est chargée d'aider sa mère à élever ses frères et sœurs. Elle quitte l'école après la troisième année et, à 12 ans, elle commence à se rendre à Managua pour vendre ses récoltes aux agriculteurs locaux.

## Activisme
Ramírez possède désormais son propre terrain à La Fonseca, ainsi qu'une petite flotte de camions avec lesquels elle, son mari et ses enfants transportent les récoltes. Comme ses voisins de la communauté rurale, la famille de Ramírez est économiquement dépendante des terres qu'elle cultive et est alarmée lorsque des géomètres chinois sont arrivés sans préavis pour commencer à mesurer leurs terres en vue du développement du canal. Ramírez commence à organiser une réponse lorsqu'elle apprend qu'ils risquent d'être déplacés par la loi d'expropriation de terres 840 autorisée en accordant à la société chinoise HKND la concession du canal interocéanique proposé et d'autres projets d'infrastructure.
Dans ce cadre, Ramírez dirige l'organisation de défense de l'environnement et des droits des paysans, le Conseil national pour la défense de la terre, du lac et de la souveraineté (Consejo Nacional para la Defensa de la Tierra, Lago y Soberanía). Conformément à ses statuts, le Conseil pour la défense de la terre fonctionne comme un mouvement non partisan et auto-mobilisé, indépendant de toute affiliation à un parti politique ou à une ONG, et Ramírez n'appartient personnellement à aucun parti politique ; elle refuse des offres de poste en échange de son adhésion à un parti. Elle refuse également de participer à des réunions à huis clos avec le président Daniel Ortega et refuse les rachats à prix élevé de ses terres proposés en échange de la cessation de son militantisme.
En décembre 2016, la police nationale nicaraguayenne saisit deux des véhicules de travail de Ramírez.
Lors des manifestations d'avril 2018 au Nicaragua, Ramírez et d'autres dirigeants du mouvement paysan publient une déclaration de soutien aux jeunes et aux manifestants de base autoorganisés et appellent à une grève générale.

## Reconnaissance
En 2016, Forbes Mexique nomme Ramírez l'une des 50 femmes les plus puissantes d'Amérique centrale.
En 2017, Ramírez est finaliste du prix Front Line Defenders décerné aux défenseurs des droits humains.